# Orting
Orting ist eine Stadt (City) im Pierce County im US-Bundesstaat Washington. Die Einwohnerzahl betrug nach US Census 9.041 (Stand: 2020).

## Geschichte
Orting ist ein indianisches Wort mit der Bedeutung „Prairie in den Wäldern“. Es wurde auf ein prosperierendes Dorf im Tal zwischen Puyallup und Carbon River im Pierce County angewandt. Die frühen Siedler nahe der heutigen Ortslage waren die Familien Lane und Whitesell. Sie waren Teilnehmer der berühmten Longmire-Expedition von 1853, die den Oregon Tail am Dalles verließen und sich nordwärts durch das Yakima Valley zum Puget Sound durchschlugen. Die Frage der Benennung von Orting ist nach wie vor ungeklärt. Eine Version nimmt Bezug auf den Eisenbahn-Ingenieur Black, der gesagt haben soll, die indianische Bedeutung sei „Prairie in den Wäldern“. Als die Stadt 1889 benannt wurde, wurde sie als „Town of Orting“ anerkannt; sie war damals die einzige Kleinstadt (Town) in den Vereinigten Staaten. Im März 1980 wurde die Stadt in „City of Orting“ umbenannt. 1861 waren die Whitesells auf dem Weg zurück in ihre Heimat, die sie nach dem Indianerkrieg bewohnt hatten. Die ersten Aufzeichnungen über Grundstücke in Orting stammen von 1854 und weisen William Henry Whitesell (gleichzeitig der erste Postbeamte), Thomas Headley, Daniel Lane und Daniel Varner als Eigentümer aus. Die Stadt wurde nach 1877 rasch aufgebaut, die Bevölkerung wuchs nach dem Bau der Eisenbahnlinie, die den Verkehr in die und aus der Stadt stark vereinfachte. Am 15. März 1865 erhielten die Meeker of Puyallup die ersten Hopfen-Pflanzen von Charles Wood aus Olympia. Die Pflanzen gediehen auf den fruchtbaren Böden des Tals prächtig. Etwa im August war Erntezeit. Indianer kamen aus Kanada, um ihr Sommerquartier aufzuschlagen. Die Siedler schlossen sich zusammen, um den Hopfen zu ernten.

## DieNorthern Pacific Railroad
Im April 1889 verkaufte die Northern Pacific Railroad über 300 km² (80.000 ac) Forstfläche im Pierce County an ein Syndikat aus Wisconsin und Minnesota. All dieses Land lag im Umkreis von 30 Meilen (48 km) um Tacoma. Der Kaufvertrag schloss den Bau einer Eisenbahnlinie (als Tacoma Southern bekannt geworden) ein, deren Zweck es war, das Holz zum Meer zu transportieren. Diese Strecke wurde durch Bestandsverkäufe Teil der Northern Pacific. Die Kosten der Grundstücke betrugen 11 US$ pro Acre (etwa 1/4 Hektar; also etwa 27 US$ je Hektar). Es wurde geschätzt, dass in den ersten Jahren 60 % der 75.000.000 board feet (ein Holzraummaß; insgesamt 176.980,275 m³) östlich der Northern Pacific geerntet werden könnten. Im Jahr 1888 wurde nach Voruntersuchungen im August eine acht Meilen (10,8 km) lange Zweigstrecke der Tacoma-Seattle-Linie von Orting nach Kapowsin gebaut. Der Vertrag der Tacoma, Orting and Southeastern über den Betrieb wurde am 24. Juni 1889 wirksam. Die Stadt wurde wegen der Querung der Grundstücke von Whitsell „Whitesell’s Crossing“ genannt.

## Geographie
Nach dem United States Census Bureau nimmt die Stadt eine Gesamtfläche von 7,25 km² ein, wovon 7,07 km² Land- und der Rest Wasserflächen sind.

## Demographie
| Jahr | Einwohner¹ |
| ---- | ---------- |
| 1890 | 623        |
| 1900 | 728        |
| 1910 | 799        |
| 1920 | 972        |
| 1930 | 1.109      |
| 1940 | 1.211      |
| 1950 | 1.299      |
| 1960 | 1.520      |
| 1970 | 1.643      |
| 1980 | 1.787      |
| 1990 | 2.106      |
| 2000 | 3.760      |
| 2010 | 6.746      |
| 2016 | 7.693      |
| 2020 | 9.041      |

¹ 1890–2020: Volkszählungsergebnisse

### Census 2000
Das Pro-Kopf-Einkommen betrug 18.951 US$. Etwa 4,2 % der Familien und 6,5 % der Gesamtbevölkerung lebte unterhalb der Armutsgrenze; das betraf 5,2 % der unter 18-Jährigen und 15,8 % der über 65-Jährigen.

### Census 2010
Nach der Volkszählung von 2010 gab es in Orting 6.746 Einwohner, 2.184 Haushalte und 1.688 Familien. Die Bevölkerungsdichte betrug 954,1 pro km². Es gab 2.361 Wohneinheiten bei einer mittleren Dichte von 333,9 pro km².
Die Bevölkerung bestand zu 87,9 % aus Weißen, zu 1,5 % aus Afroamerikanern, zu 1,4 % aus Indianern, zu 1,3 % aus Asiaten, zu 0,5 % aus Pazifik-Insulanern, zu 2,4 % aus anderen „Rassen“ und zu 5 % aus zwei oder mehr „Rassen“. Hispanics oder Latinos „jeglicher Rasse“ bildeten 7,2 % der Bevölkerung.
Von den 2184 Haushalten beherbergten 48,4 % Kinder unter 18 Jahren, 59,5 % wurden von zusammen lebenden verheirateten Paaren, 11,5 % von alleinerziehenden Müttern und 6,3 % von alleinstehenden Vätern geführt; 22,7 % waren Nicht-Familien. 16,5 % der Haushalte waren Singles und 5,8 % waren alleinstehende über 65-jährige Personen. Die durchschnittliche Haushaltsgröße betrug 3,01 und die durchschnittliche Familiengröße 3,34 Personen.
Der Median des Alters in der Stadt betrug 32,7 Jahre. 30,7 % der Einwohner waren unter 18, 7,8 % zwischen 18 und 24, 31,8 % zwischen 25 und 44, 19,5 % zwischen 45 und 64 und 10,2 65 Jahre oder älter. Von den Einwohnern waren 50,7 % Männer und 49,3 % Frauen.

## Lachse
Orting ist zwischen dem Carbon River und dem Puyallup River eingenischt. Die Voights Creek Hatchery liegt gerade außerhalb von Orting und spielt eine große Rolle bei der natürlichen Wanderung der Lachse; sie zieht Angler aus nah und fern an, die gern die Herausforderung zum Fang eines großen Lachses annehmen.

## Soldatenheim des Bundesstaates Washington
Washington war während der Bürgerkriegsjahre von 1861 bis 1865 noch ein expandierendes Territorium. Während der Krieg tobte versuchten die Frauen im Washington Territory, die Leiden der Soldaten zu lindern, indem sie – abseits der Schlachtfelder – Kleidung herstellten und Lazarette einrichteten. Dies war der Grund zur Einrichtung des Soldatenheims.
Am 18. Januar 1891 wurde die Entscheidung zur Ansiedlung des Washington State Soldiers Home gefällt. Zum Rechtsstatus des ausgewählten Grundstücks sagte ein Artikel des Orting Oracle etwas über eine Garantieurkunde, die eine Fläche von 63,5 ha zwei Monate vor der Auswahl als staatliches Land auswies. Der Verkehrswert wurde auf 10.000 US$ festgesetzt.
Der Bericht über die Zeremonie im Heim vom 4. Juli kommt in keiner verfügbaren Akte vor. Am 13. März 1907 passierte das Gesetz zur Gründung die Legislative.
Von 1901 bis 1906 hatte das Heim mehrere Vorsitzende wie H. J. Coffman, S. A Callvert, C. H. Hyde und den möglicherweise bestbekannten Willis L. Ames. Am 13. März 1907 passierte das Gesetz zur Gründung des Veteranenheims die Legislative und knapp drei Jahre später wurde es eröffnet. Als das neue Heim seine Arbeit aufnahm, plante der Gouverneur, George Tibbet mit der Leitung zu beauftragen, der schon die Untersuchungskommission zur Einrichtung geleitet hatte.
Während der Jahre 1914–16, als der Erste Weltkrieg in Europa wütete, empfing das Heim immer noch Veteranen des Bürgerkriegs im Verhältnis 15:1, obwohl der Konflikt schon 50 Jahre in der Vergangenheit lag. Die Neuaufnahmen in dieser Zeit waren einer aus dem Mexikanisch-Amerikanischen Krieg, sechzehn aus den Indianerkriegen, 407 aus dem Bürgerkrieg und 43 aus dem Spanisch-Amerikanischen Krieg. Orting ist bis heute die einzige Stadt in den Vereinigten Staaten, die sowohl ein Veteranenheim als auch eine Siedlung für Veteranen und ihre Frauen bzw. Witwen beherbergt, in der die Menschen in ihren eigenen Heimen leben können.
Die Population der Veteranen in Washington betrug am 30. Juni 1969 457.000 Personen, ein Anstieg um 100.000 in den letzten Jahren war deutlich stärker als je zuvor.

## Parks und Wandgemälde in der Stadt
Orting ist für seine Parks bekannt. Im Northpark findet der Orting Valley Farmer’s Market in den Sommermonaten freitags von 15–17 Uhr statt. Eine Wanderkarte gibt es in der Bibliothek an der Ecke Train Street / Washington Street. Die Karte beschreibt die Route mit den historischen Wandmalereien in der gesamten Stadt. In der ganzen Stadt kann man aus der Ferne einen Blick auf den Mt. Rainier werfen.

## Mount Rainier

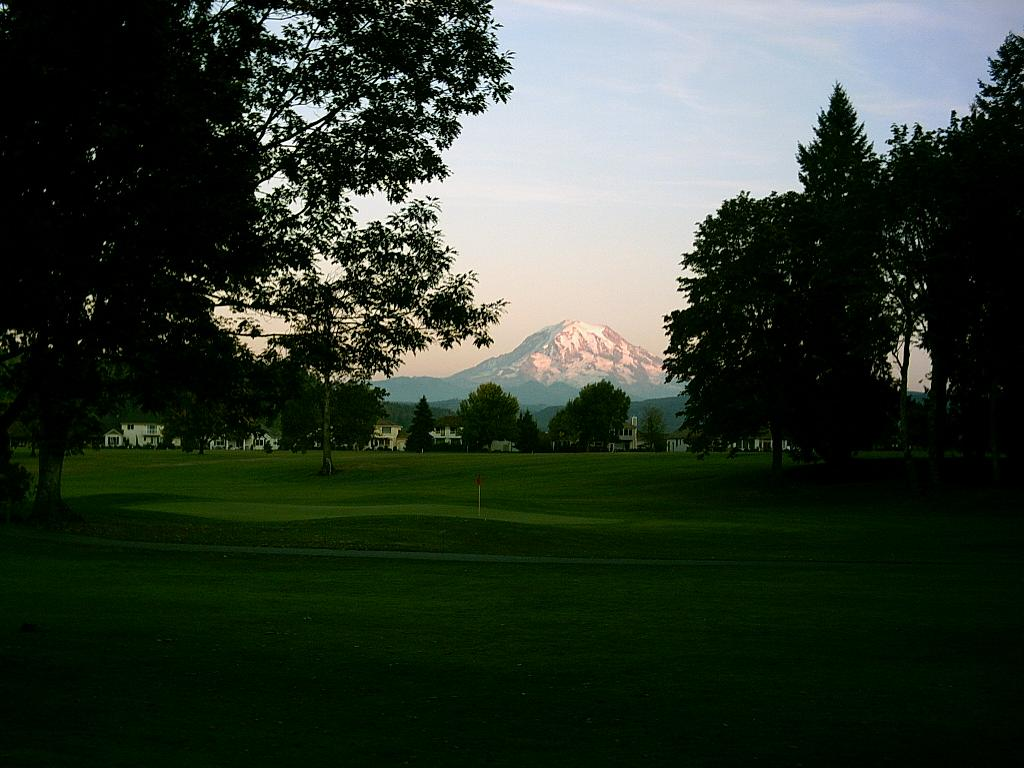
Mount Rainier vom High Cedars Golf Course am Puyallup River in Orting aus

Der Mt. Rainier wurde einst Mt. Orting genannt. Am 11. Mai 1917 wurde er offiziell in Mt. Rainier umbenannt. Die Stadt liegt in einem fruchtbaren Tal zwischen zwei Hauptflüssen, dem Carbon und dem Puyallup River; sie ist auf mehreren Schichten von Lahar-Ablagerungen erbaut. Aufgrund des letzten Lahars und der Strukturen am Mount Rainier wurde Orting als am meisten gefährdete Stadt für Lahar-Ereignisse des Berges identifiziert. Die örtlichen Schulen führen regelmäßig Evakuierungs-Übungen durch; die Einwohner sind über die Evakuierungs-Routen informiert. Die Einwohner treiben auch den Bau der Bridge for Kids voran, einer Brücke über den Carbon River, die zur Erholung aber auch zur schnellen Evakuierung den Hügel hinauf in Richtung Cascadia genutzt werden kann.

## Öffentliche Sicherheit / Lahar
Die Stadt Orting mit einer Bevölkerung von 4.400 Einwohnern liegt am Zusammenfluss von Carbon und Puyallup River in den Puget Sound Lowlands. Der Talboden besteht aus mehreren Lagen von Ablagerungen durch Lahare. Mindestens 60 Lahare gingen vom Mount Rainier in den letzten 10.000 Jahren aus und flossen über die anliegenden Flusstäler ab; die schwersten Katastrophen ereigneten sich etwa vor 500 Jahren, als ein Lahar den Grund um mehr als 15 m anhob. Es gibt an jedem ersten Montag im Monat eine Lahar-Übung. Wissenschaftler sagen ein Erreichen von Orting in weniger als 30 Minuten vorher. Die Verantwortlichen haben ein Warnsystem im ganzen Gebiet installiert, das durch Sensoren am Mt. Rainier aktiviert wird.

## Bildung
Folgende Schulen gibt es in Orting:
- Orting Primary School (Kindergarten bis 2. Klasse)
- Ptarmigan Ridge Intermediate School (Kindergarten bis 5. Klasse)
- Orting Middle School (Klassen 6–8)
- Orting High School (Klassen 9–12)

### Foothills Trail
Der Pierce County Foothills Trail ist ein befestigter Wanderweg auf einem alten Gleisbett. Er verläuft durch Orting nach South Prairie in die eine und nach Sumner in die andere Richtung. Primär dient er der Erholung, wird jedoch auch von vielen Pendlern als Radweg genutzt. Der Trail ist für Wanderer, Radfahrer, Reiter, Skater und Skateboard- sowie Scooter-Fahrer ausgelegt. Er darf nur von nichtmotorisierten Fahrzeugen benutzt werden.

## Persönlichkeiten
- Bonnie Guitar – Musikerin[13]
- Casey Carrigan – Olympiateilnehmer[14]
- Brian Harrington – Filmproduzent[15]